# Dwór w Owczarach
Dwór w Owczarach – zabytkowy dwór na północnym skraju wsi Owczary, w powiecie słubickim na terenie województwa lubuskiego.

## Opis
Powstał w ramach dawnego założenia folwarcznego w północnej części wsi, po wschodniej stronie drogi krajowej nr 31 na odcinku Słubice – Kostrzyn nad Odrą.
Budowla powstała w II połowie XVII wieku na osi północ-południe, na planie prostokąta z podpiwniczeniem. Ławy fundamentowe wykonano z kamienia, zaś nadbudowę z cegły ceramicznej. Wszystkie elewacje były tynkowane i zdobione boniowaniem. Elewację boczną (zachodnią) wsparto podporami.
Stropy i więźba dachowa uległy zawaleniu. W 1989 dokonano częściowej rozbiórki budynku pozostawiając ściany obwodowe.